# Beata Małek
Beata Małek est une boxeuse polonaise née le 26 avril 1983 à Nowy Sącz.

## Carrière
Évoluant dans la catégorie poids mi-lourds, sa carrière de boxeuse amateur est principalement marquée par deux médailles de bronze mondiales remportées à Podolsk en 2005 et à New Delhi en 2006 et un titre de championne d'Europe à Varsovie la même année.

## Palmarès

### Championnats du monde de boxe
- Médaille de bronze en -80 kg en 2005 à Podolsk, Russie.
- Médaille de bronze en -80 kg en 2006 à New Delhi, Inde.

### Championnats d'Europe de boxe
- Médaille d'or en -80 kg en 2006 à Varsovie, Pologne.